# Pathumthani Juniors
Das Pathumthani Juniors (auch Pathumthani Junior International genannt) ist im Badminton eine offene internationale Meisterschaft von Thailand für Junioren und damit eines der beiden bedeutendsten internationalen Juniorenturniere in Thailand. Es wurde erstmals im Dezember 2022 unter dem Namen BAT - YONEX - C&L Pathumthani Junior International Series 2022 ausgetragen. 2023 trug das Turnier den vollständigen Namen BAT YONEX Pathumthani Junior International Series 2023. Seit 2015 gibt es bereits das Thailand Juniors.

## Die Sieger
| Saison | Herreneinzel | Dameneinzel               | Herrendoppel                                                  | Damendoppel                     | Mixed                       |
| ------ | ------------ | ------------------------- | ------------------------------------------------------------- | ------------------------------- | --------------------------- |
| 2022   | Wang Yu-kai  | Tonrug Saeheng            | Emanuel Joseph Surya Hartono Muhammad Voyage Afrisal Mahendra | Hathaithip Mijad Huzwaney Momin | Huang Tsung-i Lin Yu-hao    |
| 2023   | Lee Sun-jin  | Kim Min-sun               | Lee Jong-min Lee Sun-jin                                      | Kim Min-sun Yeon Seo-yeon       | Lee Jong-min Yeon Seo-yeon  |
| 2024   | Lam Ka To    | Anyapat Phichitpreechasak | Sittisak Nadee Chayapat Piboon                                | Cheon Hye-in Moon In-seo        | Lee Hyeong-woo Cheon Hye-in |